# Tito Andronico
La Tragedia di Tito Andronico (The Tragedy of Titus Andronicus) è la prima tragedia di Shakespeare, composta con molta probabilità tra il 1589 e il 1593, probabilmente con la collaborazione di George Peele. Narra la storia di un immaginario generale romano che si vuole vendicare di Tamora, regina dei Goti.
Aderente al genere della tragedia di vendetta che con La tragedia spagnola di Thomas Kyd aveva avuto in quegli anni uno straordinario successo, l'opera si rifà a Seneca e Ovidio, mantenendo del primo la struttura tragica e del secondo un linguaggio e un tono elegiaco che rimandano alle Metamorfosi.
È sicuramente la tragedia shakespeariana più violenta e sanguinaria; tuttavia era molto popolare ai suoi tempi, per poi perdere i favori del pubblico verso la fine del XVII secolo. Durante l'età vittoriana questa tragedia venne duramente criticata per la gratuità delle scene violente e quindi poco rappresentata. Soltanto nel XX secolo la reputazione del Tito Andronico tornò in auge.

## Trama
(William Shakespeare - Tito Andronico)

### Atto I
L'Imperatore di Roma è morto, e i suoi figli Saturnino e Bassiano litigano per il possesso del trono. Il tribuno della plebe, Marco Andronico, annuncia che la plebe ha scelto come nuovo imperatore suo fratello, Tito Andronico, un generale romano appena tornato da una campagna militare durata dieci anni contro i nemici dell'impero. Tito entra a Roma portando con sé alcuni prigionieri: Tamora, regina dei Goti, con i suoi figli, e Aronne il Moro. Tito ritiene un suo pio dovere religioso sacrificare il primo figlio di Tamora, Alarbo, alla memoria dei propri figli caduti durante la guerra. Tamora lo implora di non sacrificare Alarbo e, quando Alarbo viene comunque ucciso, giura vendetta.
Tito Andronico rifiuta, in segno di umiltà, di diventare imperatore e rinuncia in favore del figlio maggiore del vecchio imperatore, Saturnino; i due concordano il matrimonio di Saturnino con la figlia prediletta di Tito, Lavinia. Non sanno che Bassiano e la ragazza si erano precedentemente sposati in segreto: i due giovani decidono di fuggire, aiutati da un altro dei figli di Tito, Muzio. Nel tentativo di impedire la fuga Tito si scontra con Muzio e lo uccide.
Saturnino, novello imperatore, decide quindi di sposare invece Tamora. Spinti l'uno dall'invidia per la popolarità di Tito e dall'affronto subito per il rifiuto di Lavinia, l'altra dall'odio verso chi ha ucciso il suo figlio maggiore, la coppia decide di vendicarsi sulla famiglia di Andronico.

### Atto II
Il giorno seguente, durante una battuta di caccia, Aronne, l'amante di Tamora, incontra i figli di Tamora, Chirone e Demetrio, e discute con loro su chi debba prendersi le grazie di Lavinia.
Aronne ha gioco facile nel convincerli a tendere un agguato nel bosco a Bassiano e a ucciderlo davanti a Lavinia mentre Tamora osserva soddisfatta. Lavinia disperata chiede aiuto a Tamora e implora pietà. Tamora rifiuta: vuole la sua vendetta. Chirone e Demetrio portano via Lavinia, la torturano, la violentano e successivamente le tagliano lingua e mani.
Aronne conduce quindi i figli di Tito, Marzio e Quinto, nel luogo in cui è stato ucciso Bassiano, e li accusa falsamente dell'omicidio; l'Imperatore ha così la scusa per farli arrestare. Nel frattempo Marco trova la mutilata Lavinia nel bosco, la soccorre e la riconduce dal padre.

### Atto III
Tito e il suo figlio rimasto Lucio sono preoccupati per le vite di Marzio e Quinto, ma non sanno che questi sono già stati giustiziati. Marco entra con la nipote Lavinia, ma nessuno riesce a capire se lei tenti di scagionare o incolpare i suoi fratelli.
Entra Aronne e dice agli uomini che l'Imperatore risparmierà i prigionieri, se uno di loro in cambio sacrificherà una mano. Tutti offrono di sacrificare la propria, ma Tito chiede ad Aronne di tagliargliela, e questi esegue. Come tutta risposta, un messaggero consegna a Tito le teste mozzate dei suoi figli.
Tito ordina quindi a Lucio di fuggire da Roma e di radunare un esercito tra quelli che erano in precedenza i suoi nemici, i Goti. Una volta tornato a casa, la disperazione di Tito sconfina nella follia, e i suoi familiari cominciano a essere veramente preoccupati per lui.

### Atto IV

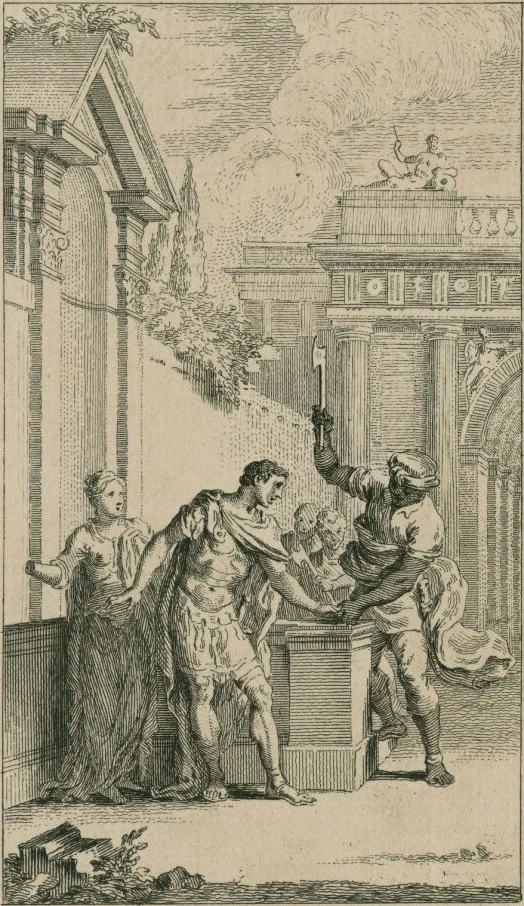
Il taglio della mano di Tito

Lucio il giovane, il nipote di Tito, che lo stava aiutando a leggere alcune storie a Lavinia, si accorge che ella non vuole lasciare il libro per nessun motivo. In quel libro Lavinia mostra a Tito e a Marco la storia di Filomela, nella quale la vittima di una violenza, muta come ora lei era, scrive il nome del suo violentatore. Marco le dà un bastone grande abbastanza perché lei lo possa stringere con la bocca e con i moncherini, e con esso la ragazza scrive i nomi degli aggressori nel terreno sabbioso. Una volta letti, tutti i presenti giurano vendetta.
Tito si finge allora impazzito, fa legare biglietti con preghiere e invocazioni agli dei a delle frecce e ordina ai suoi scudieri di scagliarle verso il cielo. Marco lancia le sue frecce in modo tale che atterrino all'interno del palazzo dell'imperatore Saturnino: costui si irrita molto e ordina di giustiziare un buffone che gli aveva consegnato l'ennesima supplica da parte di Tito.
Tamora intanto partorisce un bambino di pelle scura: l'ostetrica potrebbe rivelare che il padre in realtà è Aronne. Egli decide così di uccidere la serva e fugge con il bambino per salvarlo dall'inevitabile furia dell'Imperatore tradito.

### Atto V
Lucio, mentre sta marciando su Roma con l'esercito appena radunato, incontra Aronne e lo cattura. Per poter salvare suo figlio, Aronne rivela quindi l'intero complotto, confessandosi ispiratore degli omicidi, dello stupro e delle mutilazioni di Lavinia.
Tamora, convinta della pazzia di Tito, va da lui insieme ai suoi due figli, travestiti da spiriti della Vendetta, dell'Assassinio e dello Stupro. Racconta a Tito che, con i poteri di spirito sovrannaturale, gli assicurerà la sua vendetta se egli convincerà Lucio a interrompere l'avanzata verso Roma.
Tito acconsente, manda Marco a invitare Lucio a partecipare a un banchetto e chiede a "Vendetta" (in realtà Tamora), di invitare anche l'Imperatore. Insiste però affinché "Stupro" e " Assassinio" (Chirone e Demetrio) restino con lui come suoi ospiti.
Tito fa legare Chirone e Demetrio dai suoi servi e a quel punto rivela loro il suo piano: li sgozzerà, mentre Lavinia raccoglierà il loro sangue stringendo una coppa con i suoi moncherini, quindi li farà a pezzi e con le loro carni preparerà un pasticcio che verrà servito durante il banchetto alla loro madre. È la stessa vendetta che Procne mise in atto per lo stupro della sorella Filomela.
Il giorno del banchetto Tito si presenta nel salone vestito da cuoco e invita tutti a mangiare a sazietà. Chiede quindi a Saturnino se un padre debba uccidere la figlia qualora essa sia stata stuprata. Quando l'Imperatore si dichiara d'accordo, Tito improvvisamente uccide Lavinia e dice a Saturnino ciò che Tamora e i suoi figli hanno fatto. Rivela anche che Chirone e Demetrio si trovano nel pasticcio di carne che Tamora ha appena mangiato con soddisfazione e subito dopo uccide l'inorridita perfida donna. Gli eventi precipitano. Saturnino uccide Tito: Lucio uccide Saturnino.
Lucio viene acclamato come nuovo imperatore. Egli, lo zio Marco e tutti i presenti tributano un commosso e addolorato addio a Tito.
Lucio dispone quindi che sia data un'appropriata sepoltura all'imperatore Saturnino, mentre il corpo di Tamora venga dato in pasto alle bestie. Quanto ad Aronne sia seppellito vivo fino alle spalle e lasciato a morire di fame e sete.
Aronne, impenitente e orgoglioso fino all'ultimo, proclama:
(William Shakespeare - Tito Andronico)

## Ambientazione e fonti

### Ambientazione
A differenza di altre opere teatrali di Shakespeare (come il Giulio Cesare, l'Antonio e Cleopatra e il Coriolano), la storia del Tito Andronico è inventata. Anche il contesto storico in cui la tragedia è collocata non può essere ricollegato ad un periodo preciso della storia di Roma. Secondo la versione in prosa dell'opera, gli eventi si collocherebbero "ai tempi di Teodosio", che fu imperatore dal 379 al 395. D'altra parte il contesto in cui Shakespeare colloca la tragedia potrebbe essere, come suggerisce Clifford Huffman, "verso la fine della Roma imperiale cristiana", magari durante il regno di Giustiniano (527-565). Una collocazione tarda è sostenuta anche da Grace Starry West, la quale sostiene che "la Roma del Tito Andronico è una Roma successiva a Bruto, Cesare e Ovidio. Sappiamo che si tratta di una Roma più tarda perché l'imperatore viene chiamato spesso "Cesare"; perché i personaggi alludono costantemente a Tarquinio, Lucrezia e Bruto, suggerendo che essi siano a conoscenza della nuova fondazione di Roma ad opera di Bruto dalle stesse nostre fonti letterarie, ovvero Livio e Plutarco".
Altri studiosi sono invece più incerti. Per esempio, Jonathan Bate ha sottolineato che la tragedia comincia con Tito che torna da una vittoriosa campagna militare durata dieci anni contro i Goti, come avvenne all'apice della grandezza di Roma imperiale, ma si conclude con i Goti che invadono la stessa Roma, come avvenne alla fine della sua storia. Sulla linea di Bate, anche T.J.B. Spencer sostiene che "l'opera non attinge a nessuna situazione politica realmente avvenuta nella storia di Roma; è piuttosto un sommario della politica romana. Invece che rappresentare una particolare serie di istituzioni politiche romane, il TIto Andronico include tutte quelle che si sono venute a realizzare a Roma".

### Fonti
Nel suo sforzo di creare il suo racconto in uno specifico contesto storico, Shakespeare potrebbe aver consultato le Gesta Romanorum, una raccolta di storie, leggende, miti e aneddoti molto note all'epoca scritte in lingua latina, le quali traevano spunto da personaggi ed eventi della storia per poi rielaborarli. Mentre Shakespeare era in vita, uno scrittore noto per lavorare in questo modo era Matteo Bandello, il quale ha tratto spunto per le sue opere da autori come Giovanni Boccaccio e Geoffrey Chaucer, e che quindi potrebbe essere stato una fonte indiretta per lo stesso Shakespeare. Così anche potrebbe aver lavorato il primo grande scrittore inglese a scrivere nel suo stile, William Painter, il quale riutilizzò, fra gli altri, testi di Erodoto, Plutarco, Aulo Gellio, Claudio Eliano, Livio, Tacito, Giovanni Battista Giraldi e lo stesso Bandello.

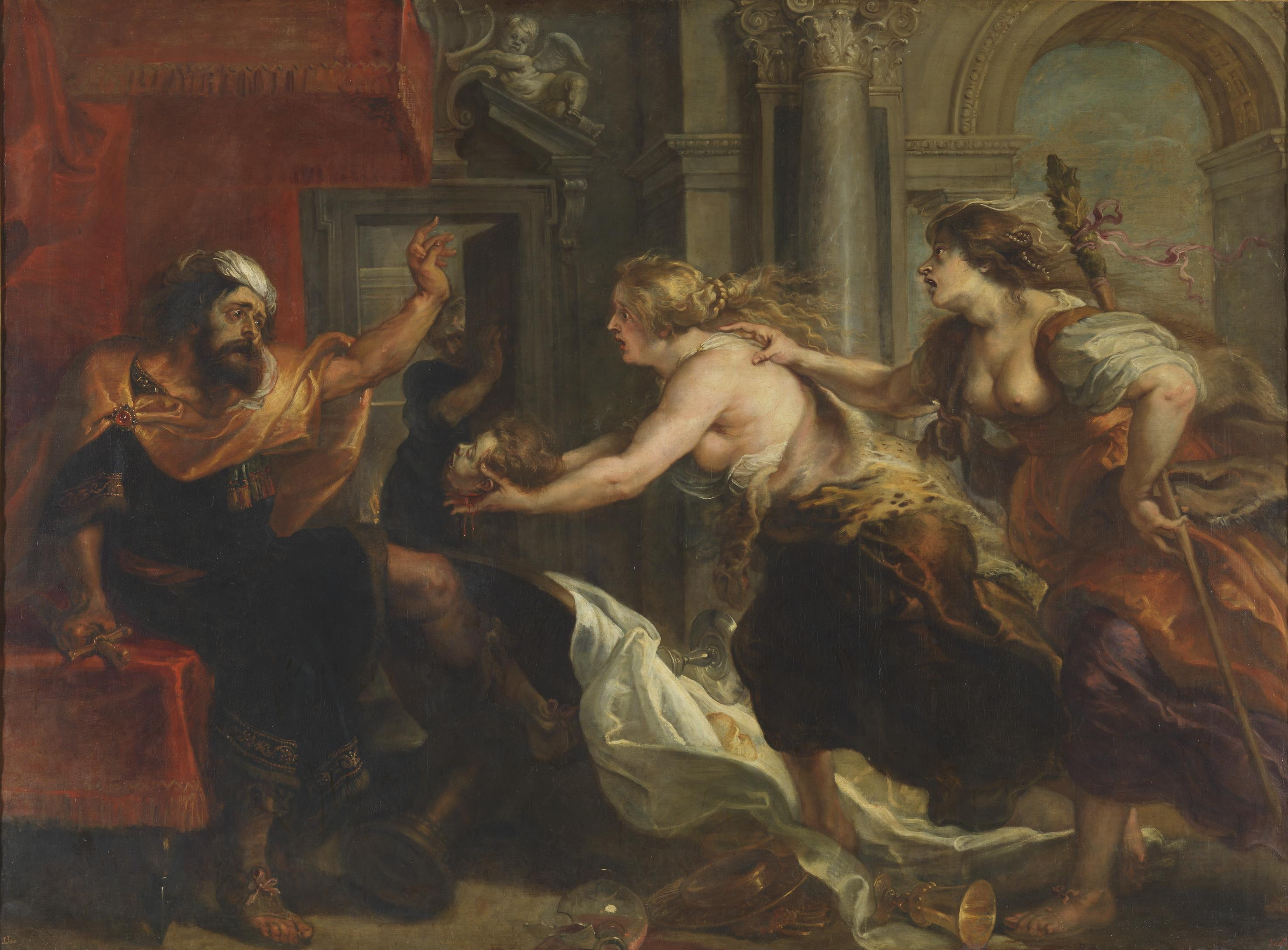
Il dipinto di Peter Paul Rubens del 1637 che ritrae il mito di Filomela.

Tuttavia è anche possibile rintracciare fonti più specifiche. La fonte principale per lo stupro e la mutilazione di Lavinia, come anche della successiva vendetta di Tito, sono Le Metamorfosi di Ovidio, che vengono citate nella tragedia esplicitamente quando Lavinia le utilizza per aiutarsi a far capire a Tito e Marco che cosa le sia successo. Nel sesto libro delle Metamorfosi, infatti, Ovidio racconta la storia dello stupro di Filomela, figlia del re di Atene Pandione. Nonostante i cattivi presagi, Procne, sorella di Filomela, sposa Tereo di Tracia da cui poi ha un figlio, Itys. Dopo cinque anni in Tracia, Procne desidera rivedere sua sorella e persuade Tereo a partire per Atene e andare a prendere Filomela per portarla a corte. Quando Filomela si rifiuta di partire, Tereo la trascina in una foresta e la stupra. Poi Tereo le taglia la lingua, per evitare che possa dire a qualcuno del misfatto e quindi torna da Procne, raccontando a sua moglie che la sorella è morta. Filomela quindi decide di tessere un arazzo nel quale scrive il nome di Tereo, per poi consegnarlo a Procne. Le due sorelle si incontrano nella foresta ed insieme elaborano la loro vendetta. Uccidono il piccolo Itys e ne cucinano il suo corpo in una torta, che successivamente Procne serve a Tereo. Durante il pasto Filomela si rivela e mostra a Tereo la testa del figlio ucciso, raccontandogli quello che hanno fatto.
Per la scena in cui Lavinia rivela i nomi dei suoi stupratori scrivendo sulla sabbia, Shakespeare potrebbe aver utilizzato una storia anch'essa contenuta nelle Metamorfosi (nel primo libro), ovvero quella che racconta dello stupro di Io da parte di Zeus che, per evitare che si divulghi il fatto, trasforma la donna in una vacca. Una volta incontrato il padre Inaco, Io tenta di dirgli il nome di Zeus e, non riuscendo a parlare, le viene in mente l'idea di scrivere il nome sulla sabbia con il suo zoccolo.
La vendetta di Tito può essere stata influenzata dal Tieste di Seneca, scritta nel I secolo d.C. Il mito, da cui trae spunto l'autore romano, racconta di Tieste, figlio del re di Pisa Pelope, che, insieme a suo fratello Atreo viene esiliato dal padre perché accusati di aver ucciso il loro fratellastro, Crisippo. I due fratelli si rifugiano a Micene e presto riescono ad ascendere al trono condividendone la carica. Ben presto Tieste e Atreo diventano gelosi l'uno dell'altro. Tieste riesce con l'inganno a scacciare dal trono Atreo il quale, grazie all'aiuto di Zeus ed Ermes, ottiene l'allontanamento da Micene di Tieste. Subito dopo Atreo viene a sapere che sua moglie, Erope, ha una relazione con Tieste e giura vendetta. Chiede a Tieste di ritornare a Micene con la sua famiglia, promettendogli che tutte le discordie sono messe alle spalle. Ma, quando Tieste ritorna in città, Atreo uccide in segreto i figli di suo fratello, Pelopia ed Egisto. Ne taglia le loro mani e le loro teste e cucina il resto dei loro corpi in una torta. Durante la festa che celebra la riconciliazione dei due fratelli, Atreo serve a Tieste la torta fatta con i corpi dei suoi figli. Una volta che Tieste finisce il suo pasto, Atreo gli mostra le loro mani e teste confessando ad un disperato Tieste che cosa ha fatto.
Un'altra fonte specifica è ricavabile nella scena finale, quando Tito chiede a Saturnino se un padre debba uccidere sua figlia quando questa è stata stuprata. La domanda è un riferimento diretto alla storia di Verginia raccontata dalla Storia di Roma di Tito Livio. Attorno al 451 a.C., un decemviro della repubblica romana, Appio Claudio Crasso, si innamorò di una ragazza plebea, Verginia, che però era promessa sposa di un ex tribuno, Lucio Icilio. Verginia rifiutò le avances di Claudio, il quale decise di rapirla e stuprarla. Sia Icilio che il padre di Verginia, il noto centurione Lucio Verginio, erano delle persone rispettabili e Claudio venne costretto a difendere il proprio diritto di possedere la ragazza. Nel foro Claudio spaventò violentemente i sostenitori di Icilio e di Verginio che scapparono. Vedendo la propria sconfitta ormai certa, Verginio chiese a Claudio se potesse parlare da solo con la figlia, che acconsentì. Il padre però pugnalò a morte la figlia, dicendo che la sua morte era l'unico modo per renderla libera.
Per la scena dove Aronne inganna Tito facendogli tagliare la mano sapendo già che i suoi figli sono stati giustiziati, la fonte primaria potrebbe essere stata un racconto popolare riguardo alla vendetta di un Moro, pubblicata in diverse lingue durante il XVI secolo (la sua versione in lingua inglese contenuta nello Stationers' Register del 1569 non ci è pervenuta). Il racconto narra la vicenda di uno schiavo moro che viene punito dal suo padrone e che medita vendetta. Lo schiavo moro si reca presso la torre con il fossato in cui vivono i due figli del suo padrone e la moglie, che stupra violentemente. Le sue grida attirano l'attenzione del padrone che corre verso la torre, ma il suo servo tira su il ponte levatoio lasciandolo fuori e poi uccide sulle mura i figli. Il padrone dice al suo servo che è disposto a fare qualunque cosa pur di salvare la moglie, e il moro gli chiede di tagliarsi il naso. L'uomo lo fa ma il moro uccide comunque la moglie e il padrone muore dal dolore. Il moro quindi si getta dalle mura per evitare la condanna.
Riguardo ai nomi dei personaggi, Shakespeare ha tratto spunto da diverse fonti. Ad esempio, il nome del protagonista Tito potrebbe essere un richiamo all'imperatore Tito Flavio Vespasiano, che governò a Roma dal 79 all'81. Jonathan Bates ipotizza che "Andronico" potrebbe derivare dal co-imperatore bizantino Andronico V Paleologo, in carica dal 1403 al 1407. Tuttavia, dato che Shakespeare difficilmente avrebbe avuto conoscenza delle vicende di questi imperatori, sembrerebbe più probabile che il drammaturgo inglese abbia tratto spunto dal racconto "Andronico e il leone" contenuto nella raccolta delle Epistoles familiares di Antonio de Guevara. Questo racconto narra le vicende di un sadico imperatore di nome Tito, il quale si divertiva a gettare gli schiavi nelle gabbie di animali feroci per vederli squartati e mangiati. Ma, quando uno schiavo chiamato Andronico venne gettato nella gabbia di un leone, la bestia placò la sua ira e si fece coccolare dallo schiavo. L'imperatore domandò allo schiavo come fosse riuscito, e quest'ultimo gli rispose che una volta aveva aiutato il leone togliendoli una spina da una sua zampa. Bates sostiene che questo racconto, con un personaggio chiamato Tito e l'altro chiamato Andronico, potrebbe spiegare il motivo per cui diverse fonti coeve alle prime rappresentazioni dell'opera si riferiscano ad essa come Titus & Ondronicus.
Geoffrey Bullough sostiene che l'arco narrativo di Lucio (il quale si allontana dal padre, poi viene esiliato dalla città e infine ritorna gloriosamente per vendicare l'onore della sua famiglia) è stato elaborato da Shakespeare traendo spunto dalla Vita di Coriolano di Plutarco (contenuta nelle sue Vite parallele).. Per quanto riguarda il suo nome, Frances Yates ipotizza che sia un richiamo a San Lucio, che introdusse il cristianesimo in Inghilterra. Ma Jonathan Bates, d'altro canto, contesta questa ipotesi sostenendo che invece il nome di Lucio richiami a Lucio Giunio Bruto, padre fondatore della repubblica romana, dato che quest'ultimo fu "l'uomo che guidò il popolo alla rivolta [...]. Ovvero il ruolo che ha Lucio nella tragedia".
Il nome di Lavinia è stato probabilmente tratto dalla figura mitica di Lavinia, figlia del re del Latium Latino, la quale, nell'Eneide di Virgilio, corteggia Enea mentre quest'ultimo è impegnato nel trovare una nuova patria alla sua gente. A.C. Hamilton ipotizza che il nome di Tamora potrebbe essere un richiamo a Tomiri, la temibile regina dei Massageti. Eugene M. Waith suggerisce che il nome di Alarbo (il figlio di Tamora che viene ucciso da Tito all'inizio della tragedia) possa derivare dal The Arte of English Poesie di George Puttenham (1589). G.K. Hunter ha collegato il Saturnino del Tito Andronico di Shakespeare con il Saturnino descritto nella Storia dell'impero dopo Marco Aurelio di Erodiano, dove si parla di un tribuno violento e geloso con questo nome. Ma sul nome di Saturnino Waith ipotizza che Shakespeare abbia potuto pensare ad una teoria astrologica che potrebbe aver visto nel The Kalendayr of the shyppars di Guidone Mercatore (1503), nel quale si dice che gli uomini nati sotto l'influenza di Saturno sono "falsi, invidiosi e maliziosi"
Molto probabilmente i nomi di Caio, Demetrio, Marco, Marzio, Quinto, Emilio e Sempronio sono tratti dalla Vita di Scipione Africano di Plutarco. Il nome di Bassiano deriva probabilmente da Lucio Settimio Bassiano, meglio noto come Caracalla, il quale (come Bassiano nella tragedia) ha combattuto contro suo fratello per la successione al trono imperiale, uno appellandosi alla primogenitura, l'altro alla sua maggior popolarità.

### La ballata e la versione in prosa
Qualunque discussione sulle fonti del Tito Andronico è complicata dall'esistenza di altre due versioni della stessa storia, oltre all'opera teatrale:una ballata e una sua versione in prosa (entrambe anonime e senza datazione).
Il primo riferimento certo alla ballata è una registrazione sullo Stationers' Register del 6 febbraio 1594 ad opera dello stampatore John Danter. La copia fisica più antica della ballata è invece contenuta in The Golden Garland of Princely Pleasures and Delicate Delights di Richard Johnson del 1620, ma la datazione effettiva del testo è sconosciuta.
La versione in prosa venne per la prima volta pubblicata tra il 1736 e il 1764 da Cluer Dicey in un chapbook dal titolo The History of Titus Andronicus, the Renowned Roman General, al cui interno si trova anche il testo della ballata. Gli studiosi comunque ritengono che questa versione in prosa sia certamente più antica. Le registrazioni contenute nello Stationers' Register degli anni in cui Shakespeare era in vita forniscono poche indicazioni sulla sua datazione. Il 19 aprile 1602 l'editore Thomas Millington vendette a Thomas Pavier la sua quota sui diritti di "un libro intitolato A Noble Roman Historye of Tytus Andronicus", libro che il già citato John Danter aveva fatto registrare nel 1594. La maggior parte della critica shakespeariana ritiene che questa registrazione faccia riferimento al testo dell'opera teatrale. Tuttavia, la successiva versione della tragedia sarebbe stata pubblicata da Edward White nel 1611 e stampata da Edward Allde; com'è possibile che Thomas Pavier non abbia mai pubblicato la tragedia per nove anni nonostante ne abbia detenuto i diritti? Joseph Quincy Adams, Jr. ritiene quindi che la prima registrazione dello stampatore John Danter del 1594 non faccia riferimento all'opera teatrale, bensì alla sua versione in prosa, e che i successivi passaggi dei diritti di pubblicazione facciano riferimento a quest'ultima versione (spiegando in tal modo il perché Pavier non abbia mai pubblicato la tragedia). Sulla stessa linea, W.W. Greg sostiene che tutti i diritti sull'opera teatrale siano scaduti con la morte di John Danter nel 1600, quindi secondo Greg il trasferimento datato 1602 fra Millington e Pavier sarebbe stato illegittimo a meno che non si riferisca alla versione in prosa. Sia Adams che Greg ne concludono che tutto ciò dimostri che la versione in prosa sarebbe esistita sicuramente prima del 1594.

## Testo dell'opera
Titus Andronicus venne pubblicato in tre diverse edizioni in quarto, antecedenti all'edizione First Folio del 1623, denominate Q1, Q2, e Q3 dagli studiosi Shakespeariani.
L'edizione Q1, pubblicata nel 1594, è considerata un testo abbastanza completo ed affidabile dagli esperti e costituisce la base della maggior parte delle edizioni moderne. L'unica copia di questo in-quarto a noi giunta fu ritrovata in Svezia nel 1904, prima erano conosciute solo le edizioni in-quarto successive. La scena 3.2 non è presente in questo in-quarto, ritenuta comunque autentica dagli studiosi, si presume pertanto che sia stata aggiunta dallo stesso Shakespeare successivamente al 1594.
L'edizione Q2, pubblicata nel 1600, sembra essere basata su una copia rovinata della Q1, dal momento che si tratta di una buona riproduzione del testo della Q1 salvo l'assenza di un certo numero di versi.
L'edizione Q3, pubblicata nel 1611, sembra consistere nel testo Q2 ma ulteriormente degradato: comprende un certo numero di correzioni rispetto alla Q2, ma vi si trovano anche numerose nuove inesattezze.
Il testo First Folio del 1623 pare basato sul testo Q3, ma comprende anche materiale che non si trova in nessuna delle precedenti edizioni in quarto. Tra queste novità c'è l'intera scena seconda del terzo atto (quella in cui Tito sembra perdere la propria sanità mentale). Questa scena è tuttavia generalmente considerata autentica e viene inclusa nelle moderne edizioni dell'opera.

## Data e attribuzione
La maggior parte degli studiosi fanno risalire Titus ai primi anni del decennio del 1590. Certamente è stato scritto prima del 1594, che è la data della prima pubblicazione.
Nessuna delle tre edizioni in quarto cita il nome dell'autore, cosa che del resto rappresentava la norma nei testi teatrali pubblicati in quegli anni. Tuttavia Francis Meres segnala la tragedia come opera di Shakespeare in un suo testo del 1598 e gli editori del First Folio la includono tra i suoi lavori.
Nonostante ciò la piena paternità di Shakespeare è stata messa in dubbio. Edward Ravenscroft scrisse nell'introduzione al suo adattamento dell'opera del 1687: " Mi è stato riferito da alcuni vecchi teatranti che non è un suo lavoro originale, ma gli è stato portato da un altro autore affinché venisse messo in scena, ed egli si è limitato soltanto a perfezionare con il suo magistrale tocco uno o due dei personaggi principali."
L'affermazione di Ravenscroft è abbastanza discutibile: i "vecchi teatranti" non avrebbero potuto essere più che bambini quando Titus è stato scritto e, d'altra parte, Ravenscroft potrebbe avere un interesse di parte, dal momento che si appoggia a questa storia per giustificare le modifiche che lui stesso apporta all'opera. 
Tuttavia questo aneddoto è stato usato come appoggio per sostenere che un'altra ignota persona sia, almeno parzialmente, l'autore della tragedia.
Il principale candidato al ruolo di autore alternativo è il drammaturgo George Peele, i cui tratti stilistico-lessicali sono stati identificati sia nel primo atto, che nella scena in cui Lavinia si serve delle Metamorfosi di Ovidio per raccontare la violenza subita. 
Le tesi sostenute da chi vede la mano di Peele nel testo rimangono tuttavia oggetto di discussione, e gli ammiratori dell'opera tendono a sostenerne la falsità.
In passato è stato anche affermato che Titus Andronicus non sia stato scritto affatto da Shakespeare: ad esempio, nel XIX secolo, il Globe Illustrated Shakespeare (rivista tuttora pubblicata) si spingeva a chiedere con forza un accordo in tal senso, con l'argomentazione che la barbarie e la violenza della rappresentazione non fossero in linea con la produzione di Shakespeare.

## Reputazione della tragedia
Titus Andronicus è senza dubbio la più violenta e sanguinosa delle tragedie di Shakespeare. La misura di quanto lo sia può essere facilmente dedotta da questa singola indicazione di scena 
(Atto II, scena IV)
La tragedia è stata spesso ignorata a causa della sua violenza e alcuni appassionati di Shakespeare la considerano bambinesca e infantile, oppure credono che si tratti di un'opera di bassa lega scritta solo per guadagnare facilmente denaro. D'altra parte, ai suoi tempi la rappresentazione era estremamente popolare, seconda solo alla Tragedia Spagnola di Thomas Kyd, un altro lavoro teatrale molto truculento di quel periodo storico.
Tuttavia a partire dalla fine del XX secolo l'opera è stata frequentemente rappresentata nei teatri ed è stata riscoperta da alcuni come un potente e commovente viaggio all'interno della violenza, che anticipa Re Lear con la sua atmosfera tetra, da altri come un antico precursore degli attuali film slasher Hollywoodiani. La tragedia è capace di parlare al pubblico contemporaneo, abituato alla violenza nei film, mentre non poteva farlo con gli spettatori dell'epoca Vittoriana. D'altra parte il pubblico moderno potrebbe comunque trovare assurda la crudeltà delle scene rappresentate, dal momento che non è certo abituato ad assistere a pubbliche esecuzioni e squartamenti, che erano invece normali per il pubblico dell'epoca di Shakespeare.
Il critico letterario e studioso di Shakespeare Harold Bloom ha sostenuto che l'opera non possa assolutamente essere presa sul serio, e che il miglior adattamento che sia possibile immaginare sarebbe uno affidato alla regia di Mel Brooks.
Il ruolo di Tito è stato interpretato in epoca moderna da importanti e famosi attori come Laurence Olivier, Brian Cox, Anthony Sher e Anthony Hopkins.

## Adattamenti

### Adattamenti letterari
- Titus Andronicus. Komödie nach Shakespeare dello scrittore Svizzero Friedrich Dürrenmatt
- Die Schändung dello scrittore Tedesco Botho Strauß

### Adattamenti cinematografici
- Titus Andronicus (1985), un film per la televisione diretto da Jane Howell per la serie BBC Shakespeare. Gli attori Trevor Peacock e Eileen Atkins interpretano Titus e Tamora.
- Titus (1999), diretto da Julie Taymor. Anthony Hopkins e Jessica Lange interpretano Tito e Tamora.
- Tito Andronico (1999), diretto da Christopher Dunne.

## Seguito
Taylor Mac ha scritto un sequel immaginario della tragedia, intitolato Gary: A Sequel to Titus Andronicus e debuttato a Broadway nel 2019.